# Долга Поляна
Долга Поляна (на словенски: Dolga Poljana; на италиански: Campolongo di Vipacco; на немски: Langenfeld) е село в Словения, регион Горишка, община Айдовшчина. Според Националната статистическа служба на Република Словения през 2015 г. селото има 356 жители.